# R. Champakalakshmi
Rangachari Champakalakshmi (1932 - 28 de enero de 2024) fue una historiadora y científica social india cuyo trabajo se centró en el estudio de la historia temprana y premoderna de la India meridional. Se desempeñó como profesora en el Centro de Estudios Históricos de la Universidad Jawaharlal Nehru (JNU). Además, Champakalakshmi fue presidente del Congreso de Historia de la India.

## Primeros años de vida
Champakalakshmi nació en 1932 de Pattammal (madre) y R. Rangachari (padre) en una familia de Srirangam en la actual Tamil Nadu. Su padre era un abogado. Champakalakshmi obtuvo un doctorado en historia de la Universidad de Madrás. Su tesis doctoral dirigida por el historiador T. V. Mahalingam versó sobre la iconografía vaisnava en Tamil Nadu, un tema que continuó investigando más adelante en su carrera.

## Carrera
Champakalakshmi comenzó su carrera académica enseñando en la Universidad de Madrás de 1959 a 1972, tras lo cual se unió al Centro de Estudios Históricos de la Universidad Jawaharlal Nehru (JNU) como profesora asociada de historia antigua, donde continuó enseñando durante los siguientes 25 años. años, hasta su jubilación en 1997. Comenzó su investigación estudiando la religión, específicamente el jainismo y el hinduismo vaisnava en el antiguo sur de la India, y luego amplió su investigación para incluir el comercio, la economía y el surgimiento de centros urbanos en el sur de la India premedieval. Parte de su investigación fue publicada en un libro Iconografía vaisnava (1981). Como parte de este trabajo, reunió evidencia de la literatura tamil Sangam, el movimiento Bhakti de los Alvars, las tradiciones Agama, y combinó esto con un extenso trabajo de campo para resaltar la distintiva iconografía del período medieval de la fe vaishnavista.
Algunos de sus trabajos posteriores que estudian la historia social, cultural y económica del sur de la India temprana y medieval se publicaron en Trade, Ideology and Urbanization (1996) y Religion, Tradition and Ideology (2011). Este último fue una colección de ensayos que analizaban la contribución de las tradiciones religiosas al capital social en el sur de la India precolonial. Escribió sobre el crecimiento de los centros urbanos bajo los Pallavas y Cholas, incluidos Kumbakonam y Thanjavur en la región del delta de Cauvery, y Kanchipuram en el valle de Palar, entre otros centros.
Además de desempeñarse como profesor en la JNU, Champakalakshmi también se desempeñó como presidente del Congreso de Historia de la India. Enseñó a muchos estudiantes famosos en su época en JNU, incluidos Kesavan Veluthat, Rajan Gurukkal, Manu V. Devadevan y K. N. Ganesh. Fue consultora de guiones para Bharat Ek Khoj, una serie de televisión india de los años 1980 basada en El descubrimiento de la India de Jawaharlal Nehru. Muchas de las colecciones de Champakalakshmi se encuentran en la Biblioteca de Investigación Roja Muthiah en Chennai.

## Vida personal
La hermana de Champakalakshmi, R. Jayalakshmi, era una músico carnática y la mitad del dúo Radha Jayalakshmi con su prima Radha. Su otra hermana, R. Vanaja, era numismática en el Museo Nacional de la India en Nueva Delhi. Champakalakshmi murió el 28 de enero de 2024.

## Obras seleccionadas

### Libros y monografías
- Champakalakshmi, R. (1981). Vaiṣṇava Iconography in the Tamil Country (en inglés). Orient Longman. ISBN 978-0-86131-216-0.
- Champakalakshmi, R. (1996). Trade, Ideology, and Urbanization: South India 300 BC to AD 1300 (en inglés). Oxford University Press. ISBN 978-0-19-563870-7.
- Champakalakshmi, R. (2001). Tradition, Dissent and Ideology: Essays in Honour of Romila Thapar. New Delhi: Oxford University Press. ISBN 9780195654424.
- Champakalakshmi, R.; Kris, Usha (2001). The Hindu Temple (en inglés). Roli Books. ISBN 978-81-7436-094-6.
- Champakalakshmi, R. (2002). State and Society in Pre-modern South India (en inglés). Cosmobooks.
- Champakalakshmi, R. (2011). Religion, Tradition, and Ideology: Pre-colonial South India (en inglés). New Delhi: Oxford University Press. ISBN 978-0-19-807059-7.

### Otros trabajos
- Champakalakshmi, R. (1987). «Urbanisation in South India: The Role of Ideology and Polity». Social Scientist 15 (8/9): 67-117. ISSN 0970-0293. doi:10.2307/3520287.
- Champakalakshmi, R. (1994). «Patikam Pātuvār: Ritual Singing as a Means of Communication in Early Medieval South India». Studies in History (en inglés) 10 (2): 199-215. ISSN 0257-6430. doi:10.1177/025764309401000203.
- Champakalakshmi, R. (2009). «The Making of a Religious Tradition: Perspectives from Pre-Colonial South India». Proceedings of the Indian History Congress 70: 1-24. ISSN 2249-1937.